# 波諾拉
50°26′57″N 26°50′27″E / 50.44917°N 26.84083°E
波諾拉（烏克蘭語：Понора），是烏克蘭西部的村莊，隸屬赫梅利尼茨基州的舍佩蒂夫卡區。該村面積1.1平方公里，海拔高度222米，2001年人口510，人口密度每平方公里466.6人。